# Radslav starší Kinský z Vchynic a Tetova
Radslav starší (I.) Vchynský (Kinský) z Vchynic a Tetova, zvaný Bohatý nebo Boháč (německy Radislaw der Ältere (I.) Kinsky von Wchinitz und Tettau; ve starších pramenech uváděn také jako Racek Vchynský; † 16. srpna 1619, Praha) byl český šlechtic z rytířského rodu Kinských (tehdy však psaných Vchynští). V roce 1596 byl povýšen do panského stavu, od té doby se on a jeho příbuzní psali z Vchynic a Tetova. Panský stav mu byl potvrzen v roce 1611. Jako dobrý hospodář podstatně rozšířil rodinný majetek, v roce 1615 byl sedmým nejbohatším šlechticem v zemi.

## Původ
Narodil se jako syn Václava Dlaska Vchynského (zavražděn 1542) a jeho manželky Anny z Vřesovic († 1556). Jako většina šlechticů v Čechách této doby byl utrakvistou. Jeho mladší bratr Jan (starší) Dlask († 1590) zastával post karlštejnského purkrabího, ale nepohodl se s císařem Rudolfem II. a pro domnělou urážku panovnického majestátu byl v roce 1586 zbaven funkce.

## Život a kariéra
Do veřejného života vstoupil v polovině 60. let 16. století s pravděpodobnou podporou staršího bratra Jana, několikrát se stal hejtmanem Rakovnického kraje za rytířský stav (1567–1568, 1569–1570, 1571–1572, 1573–1574, 1575–1576). Hejtmanem za panský stav byl zároveň většinou příslušník rodu Krakowských a Nowohradských z Kolowrat. V roce 1566, na počátku 90. let a v roce 1594 ze zúčastnil protitureckého tažení. Při poslední výpravě zastával hodnost rytmistra (kapitána). V roce 1572 byl členem deputace českých pánů a rytířů do Polska vedené nejvyšším kancléřem Vratislavem z Pernštejna (1530–1582) a nejvyšším purkrabím Vilémem z Rožmberka (1535–1592). V roce 1583 vystupoval jako stavovský mustrher (německy Musterherr im Königreich Böhmen), jeho povinností bylo svolávat zemskou hotovost v kraji, uskutečňovat její přehlídku, pořizoval soupis přítomných vojáků, staral se o výplatu žoldu. Od roku 1585 byl přísedícím komorního soudu za rytířský stav.
V roce 1594 byl jmenován císařským radou. V roce 1598 ho císař vyslal jako svého komisaře na jednání moravského zemského sněmu v Brně. Byl jedním z direktorů, kterého utrakvističtí stavové na zemském sněmu konaném v červnu 1609 na Staroměstské radnici pověřili dodržováním náboženské svobody. V letech 1611–1618 za vlády Matyáše zastával Radslav úřad královského hofmistra. Z vděčnosti Habsburkům zásadně podpořil přijetí Ferdinanda II. za českého krále na sněmu v roce 1617.
S výrazným růstem majetku usiloval také o vyšší společenské postavení, jeho aktivity v tomto směru zesílily po nucené rezignaci staršího bratra Jana na zemské úřady, což Radslav vnímal jako újmu celé rodině. Povýšení svého rodu do panského stavu se mu podařilo falšováním listin, půjčkami zemským úředníkům, které si tím zavázal, i císaři Rudolfu II., který byl navíc oslaben spory se svým bratrem. V roce 1596 nechal vyhotovit falešné listiny s pečetí krále Václava IV., které měly dokázat příbuznost Vchynských s panským rodem Tetourů z Tetova. Svůj nárok vznesl na základě podobnosti erbů (tři vlčí zuby na červeném poli). Tetourové byly pravděpodobně českého původu, ale později se usadili v Lužici. Oba rody se s legendou o příbuzenství i v pozdějších dobách ztotožnily. Radslav navíc působil také jako poručník osiřelých dětí po Janu Tetourovi z Tetova († 1596) a měl přístup do jejich archivu. Nejvyššího purkrabího kancléře Adama II. z Hradce (1549–1596) si zavázal půjčkou. Na základě doporučení české kanceláře, kterou vedl místokancléř Kryštof Želinský ze Sebuzína, avšak bez projednání zemského sněmu obnovil 21. března 1596 Rudolf II. Vchynským panský stav (restituce panského stavu). Od té doby se Radslav, jeho synovci a bratranec začali psát z Vchynic a Tetova. Tím se vyhnul zvyku nově povýšených rodů dávat po další tři generace ceremoniálně přednost starobylým panským rodům. V roce 1597 už byl hejtmanem Litoměřického kraje za panský stav. Ve falešných listinách byly nalezeny značné nedostatky a oprávněně budily podezření. Pod tlakem zemského sněmu sestavil císař čtrnáctičlennou komisi, která měla zmíněné listiny prověřit. Ve snaze udržet si tento rod na své straně v boji s Matyášem v turbulentní době vpádu Pasovských do Čech potvrdil Rudolf II. Vchynským jejich panský stav znovu 11. března 1611. Zemský sněm vzal císařovo stanovisko na vědomí a tento rod přijal nakonec 18. května 1611 bezvýhradně mezi pány. Za panský stav byl již od roku 1604 členem zemského soudu.
Byl také mecenášem umění a kultury. V roce 1598 podpořil vydání Kastnerova Nového a starého kalendáře s pranostikou na rok 1599 v pražské tiskárně Jiřího Jakuba Dačického. Po roce 1612 podporoval protestantské spisy vydané u Sixta Palmy Močidlanského a Daniela Karla z Karlsperku. Bylo mu bylo dedikováno několik knih, například v roce 1617 český překlad díla luteránského teologa Johanna Arndta Čtvery knihy o pravém křesťanství a v roce 1598 Hortulus animae (Zahrada duše) Davida Crinita z Hlavačova.
Zemřel v roce 1619 v průběhu Českého stavovského povstání. Byl pochován v kostele sv. Jana Křtitele v Teplicích, kde byl dříve pohřben jeho bratr Jan.

## Majetek
Po otci zdědil menší statek Petrovice na Rakovnicku, ujal se ho okolo roku 1555 a v roce 1587 ho s tvrzí, dvorem a dalším majetkem prodal Ferdinandu Renšpergerovi z Renšperka na Držkovicích († 1614). Jako schopný, podnikavý a úspěšný hospodář podstatně zvětšil rodinný majetek. Velké bohatství nastřádal díky promyšlenému úvěrovému podnikání. Podobně si počínali také rytíři Bohuslav Malovec z Malovic († 1608) a Adam Hrzán z Harasova (1563–1619). Příkladem jeho finanční obratnosti je koupě panství Krakovec od jeho dlužníka Kryštofa Jindřicha Krakowského z Kolowrat († 1596) za 1 250 kop českých grošů v roce 1588 a jeho rychlý odprodej následujícího roku bratranci Jaroslavu ze Vchynic na Drastech za 16 500 kop míšeňských grošů.
Po sňatku soustředil Radslav pozornost na severní Čechy, odkud pocházela rodina manželky a kde se pak nacházela většina jeho statků. V roce 1575 koupil na Litoměřicku statek Zahořany s tvrzí.
Panství Teplice zdědila jeho manželka se sestrami v roce 1573. Společně s bratrem Janem od nich zadlužený majetek v roce 1585 (nebo 1580) odkoupil. Teplický zámek nechali přestavět v tehdy módním renesančním stylu a u něj založili zahradu s letohrádkem. Jeho teplické panství se rozšířilo o sedmdesát osedlých. Vystupoval sebejistě, po vybudování pivovaru ve staré tvrzi se dostal s teplickými měšťany do sporu o právo várečné a s poddanými se přel o výši roboty.
V roce 1590 koupil poblíž Teplic od Viléma z Vřesovic Doubravskou Horu za 10250 kop grošů. K Doubravské hoře patřily Trnovany s pivovarem a mlýnem, Šanov, dvůr Doubravice s vinicemi, rybníky, chmelnicí a část platů z Teplic a Bohosudova. Po roce 1588 získal tvrz Malhostice (na Teplicku).
Dále získal v roce 1602 od Šlejniců panství Lipová a v roce 1607 rumburské panství s pustý hradem Tolštejnem, který měl hodnotu pouhých 2 000 kop grošů míšeňských. Hrad však nechal obnovit. Od zadluženého Jana z Vartenberka, na jehož majetek byla uvalena nucená správa, koupil v roce 1614 za vysokou částku 176 000 kop grošů míšeňských Benešov nad Ploučnicí a Českou Kamenici. Stejně jako na jiných svých panstvích, tak i v České Kamenici se dostal do sporu s měšťany. Jednalo se o upírání várečného práva, kameničtí měšťané nakonec v eskalaci sporu uschovali svá privilegia v Praze a na jednání Radslava Kinského si stěžovali i u císaře. V roce 1616 se městská rada České Kamenice odhodlala k neobvyklému kroku a rozhodla se vykoupit z poddanství. K tomu měl posloužit vysoký úvěr 170 000 tolarů poskytnutý saským kurfiřtem Janem Jiřím. Než k tomu došlo, vypuklo stavovské povstání a Jan Jiří Saský jako jeden z možných kandidátů na český trůn od transakce ustoupil.
Na jihu Čech koupil v roce 1602 od Ludmily z Lobkowicz Novou Bystřici. O pět let později zámek spolu s částí města vyhořel, avšak do roku 1611 byl opraven a přestavěn v renesančním slohu. V roce 1615 toto daleko položené panství prodal Lucii Otýlie z Hradce provdané za Viléma Slavatu z Chlumu.
V roce 1603 žilo na jeho panstvích 937 osedlých, byl tedy mezi 15 nejbohatšími šlechtici v Čechách. V roce 1615 se svými 2155 osedlými obsadil sedmou příčku nejbohatších šlechticů. Vlastnil také nemovitosti v Praze. Jednalo se o dům na Hradčanech (dnešní Trauttmansdorffský palác) zděděný po bratru Janovi, v roce 1604 pak koupil palác v Husově ulici (dnešní Clam-Gallasův palác).
Protože zemřel bezdětný, dědictví přešlo na synovce, děti jeho bratra Jana staršího na základě "mocného listu" Rudolfa II., kterým se král vzdal práva odúmrtě. Závěť je z roku 1616. Václav (1572–1626) přestoupil na katolickou víru a byl ze závěti vyškrtnut. Vilém zdědil Teplice, část panství Česká Kamenice a dům na Starém Městě pražkém. Radslav mladší získal Hanšpach a část panství Česká Kamenice. Oldřich podědil Rumburk, Zahořany a Tašov a konečně prasynovec Jan Oktavián (1604–1679) Zásmuky a Hoštice.

## Rodina
Oženil se s Ester Kostomlatskou z Vřesovic.
Jeho synovci aktivně vystoupili za třicetileté války, avšak na opačných stranách. Na straně protestantů stál Oldřich (1583–1620) a Radslav mladší (1582–1660), kteří se zúčastnili pražské defenestrace. Vilém (1574–1634) byl v roce 1628 povýšen na hraběte a byl silným zastáncem Albrechta z Valdštejna.